# یوزفوو (گمینا پوددنبیتسه)
یوزفوو (به لهستانی:  Józefów) یک روستا در لهستان است که در گمینا پوددنبیتسه واقع شده‌است.